# Анатолийская чайка

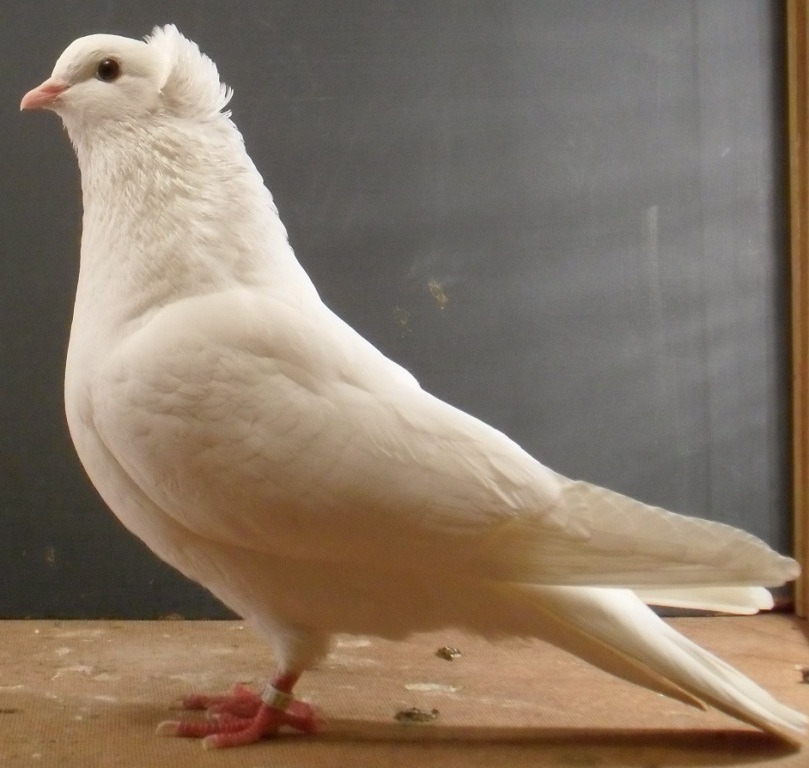

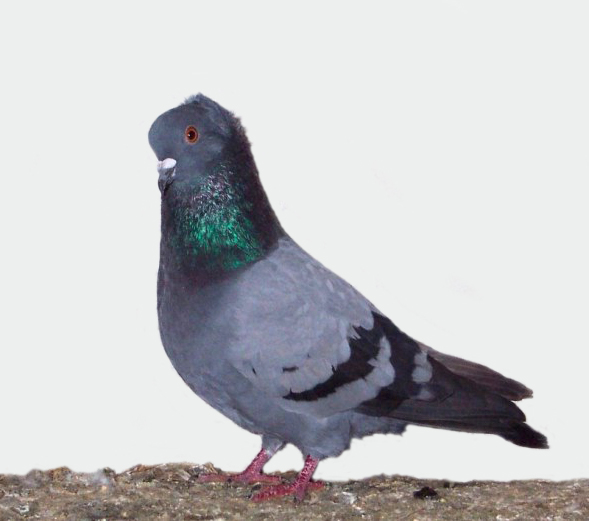

Анатолийская чайка — порода голубей, выведена в Малой Азии, откуда и пошло название Анатолийская чайка. Анатолийская чайка была предшественником чаек — турбит в Англии и щитокрылых чаек в Германии.
Стандарт породы
Происхождение:
Западная Малая Азия (Анатолия). Приблизительно в 1700—1750 годах привезены в Германию и использовались в качестве основы для выведения всех европейских пород щитковых чаек, в том числе
Турбитов в Англии и Немецких Щитковых чаек в Германии.
Общее впечатление:
Короткий и широкий корпус, элегантный внешний вид, круглоголовые, короткоклювые.
Голова: круглая, как мяч, широкая и с хорошо заполненным лбом, с полными
щеками, всегда гладкоголовые (без хохла).
Глаза: Большие, темные, светлые веки
Клюв: короткий, тупой и широкий, насколько возможно полный в верхней и нижней челюсти, кривизна передней линии плавная и идёт вниз без выпучивания или провала. Линия смыкания клюва пересекает голову выше нижнего края век . Верхняя и нижняя челюсти должны хорошо совпадать; телесного цвета.
Шея: короткая и полная, но наклонена в обратном направлении, с хорошим подгрудком и жабо.
Грудь: широкая и выпуклая, живот короткий, хорошо развитый.
Спина: короткая, наклонная, широкая в плечах.
Крылья: короткие, плотно закрытые и прилегающие.
Хвост: короткий, плотно закрытый.
Ноги: короткие, неоперённые.
Оперение: короткое и широкое; жабо хорошо развито.
Цвет:
Чёрный, дан (серовато-коричневый), коричневый, хаки, красный, жёлтый;
Синий с черными поясами, синий чеканный, голубой с темными поясами;
Бледно-коричневый, бледный хаки, пепельно-красный, пепельно-желтый.
Чеканные: синий, бледно-коричневого, бледный хаки, пепельно-красный, пепельно-желтый. У породы 16 видов окраса.
Цвет и рисунок:
Окрашены только щитки и хвост, остальное оперение белое.
Желательно от 8 до 10 белых перьев в разлётах крыльев, но 6 или 7, также не могут рассматриваться как недостаток, до тех пор, пока рисунок овального щитка хорошо ограничен.
Щиток не должен быть белым или иметь отдельные, белого цвета перья .
«Штаны» могут быть окрашенными (цветные бёдра) или белыми.
Дефекты цвета и рисунка не имеют большого значения.
СЕРЬЕЗНЫЕ НЕДОСТАТКИ:
Прерывистый профиль головы, слишком плоская голова, узкий лоб, клёст, прямой, тонкий или узкий клюв, длинное тело, вислые крылья, отсутствие подбородка и оборки.
Оценка:
Общее впечатление — голова и клюв — фигура — оборка — рисунок — цвет.
Кольцо: 8 мм